# Cervone, Kobeleakî
Cervone (în ucraineană Червоне) este un sat în comuna Ciorbivka din raionul Kobeleakî, regiunea Poltava, Ucraina.

## Demografie
Componența lingvistică a localității Cervone
     Ucraineană (99,36%)
     Alte limbi (0,64%)
Conform recensământului din 2001, majoritatea populației localității Cervone era vorbitoare de ucraineană (99,36%), existând în minoritate și vorbitori de alte limbi.